# Эстетика повседневности
Эстетика повседневности — область исследования в философии эстетики, сфокусированная на событиях, обстоятельствах и видах деятельности, которые в силу своей рутинности остаются на периферии человеческого внимания. Александр Баумгартен в своей основополагающей работе Эстетика (1750) положил начало эстетике как научной дисциплине и определил её как scientia cognitionis sensitivae, науку о чувственном познании. С тех пор эта дисциплина была посвящена исследованию изящных искусств, красоты и вкуса. Однако на периферии внимания эстетики оставались дизайн, ремесло, городская среда и социальные практики. Так было до появления эстетики повседневного в 90-е годы XX века. Как и другие подразделы эстетики вроде эстетики окружения или природы, эстетика повседневного также пытается сместить фокус эстетики с философии искусства.

## Укоренение эстетики в опыте
Эстетический подход к исследованию повседневной жизни стал возможным благодаря прагматической эстетике Джона Дьюи, хотя сам он в основном был заинтересован в более приземленном подходе к опыту восприятия искусства. Дьюи указывал на разнообразие обстоятельств, при которых проявляется чувствительность, подчеркивая важность чувств, ритма и энергии в соприкосновениях всякого существа со своим окружением. Таким образом, он подчеркнул тот факт, что не только искусство, но и ежедневные действия и переживания включают в себя осознанность и интенсивность опыта. Дьюи скорее изучал эстетику как опыт субъекта, нежели чем свойство «эстетических объектов» — произведений искусства или музейных коллекций. Этот ход позволил преодолеть объектоцентричный подход к эстетике, который препятствовал рассмотрению эстетического вне художественных или просто красивых объектов, допустимых по присущим им качествам к эстетической категоризации.

## Социальное измерение повседневной эстетики
Пренебрежение эстетических теорий ролью чувственности в повседневной жизни впервые было отмечено Катей Мандоки, которая в 1994 году создала термин Прозаика (по аналогии с «Поэтикой» Аристотеля, концентрировавшейся на искусстве), чтобы обозначить раздел философии, который бы целенаправленно занимался исследованием эстетического элемента ежедневных занятий, подчеркивая стили и формы выражения в ситуации «лицом-к-лицу» и предопределяемых контекстом взаимодействиях. В текстах, посвященных прозаике, анализируются социальные условности, создающие подразумеваемые стандарты вкуса, согласно которым нечто признается приемлемым или неприемлемым в рамках определённых институций (школа, семья, религия, политика, искусство, медицинские учреждения, спорт). Шесть книг и несколько статей, например Эстетика повседневности; Прозаика, социальные идентичности и игра культуры, последовательно анализируют широкий спектр нехудожественных явлений в личном и коллективном опыте. Роль эстетики изучается через символическое взаимодействие, «переговоры об идентичности» и социологическую драматургию, используемые для того, чтобы произвести специфические чувственные эффекты и воздействовать на чувственность вообще. Являясь мультисенсорным феноменом, прозаика уделяет внимание целому ряду сенсорных проявлений, воздействующих на участников взаимодействия — (язык тела, внешний вид, обстановка и окружение, интонации и стиль речи), не ограничиваясь лишь видимым и слышимым, как это было принято ранее.

## Политическое измерение, насилие и негативность в эстетике повседневности
Современный подход к эстетике повседневного включает в себя как позитивное, так и негативное — как обогащающие, так и вредоносные эффекты воздействия на чувственность. Джозеф Купфер привлек внимание исследователей эстетики к тому, что важно не упускать из вида эффекты насилия и ультранасилия в современном обществе. Купфер продемонстрировав эстетические основания насилия в обществе, взглянув на разрушение как на эстетический процесс, производящий яркие ощущения. Также он высветил необходимость включения эстетики в образовательный процесс — не только в виде изучения искусств, но и непосредственно, изменяя сам способ обучения через изменения ритма, организации материалов и метода подачи материала. Таким образом, ученики должны более полно включаться в содержимое учебного курса. Мандоки же указывала на негативное использование эстетики в целях манипуляции эмоциями в политической сфере, ссылаясь на пропаганду нацистов в качестве примера осознанного использования эстетики для поощрения насилия. Вообще, применение эстетики в политических целях, особенно в процессе легитимизации национальных государств, составляет исследовательский интерес этого автора. Арнольд Берлеант демонстрирует негативную сторону эстетики повседневности, как обрисовывая важность эстетического воздействия терроризма, как и использование эстетики в сфере политики. Берлеант приводит и другие экстремальные ситуации, которые провоцируют травмирование восприятия — современное перенаселение городов, космическое загрязнение, клаустрофобичные, давящие состояния. Для Берлеанта эстетика подразумевает активное, интенсивное эстетическое вовлечение — таким образом, она оказывается задействованной как в позитивных, так и в негативных аспектах современного городского пространства. В целом, эстетика окружения — постоянный объект исследования этого автора на протяжении более чем двух десятков лет. С 1970 года он настаивает на важности эстетики как активного действия, от которого напрямую зависит наше качество жизни.

## Красота в ежедневной жизни, эстетика окружения и обыскусствливание
И-Фу Туан предложил возможность приложения традиционных эстетических категорий вроде красоты, созерцательности, неинтересности и дистанцирования при оценке повседневной жизни и относящихся к ней не-художественных объектов и локаций. Уже в 1974 году он настаивал на должной оценке окружения как предмета эстетического восприятия. В рамках этого течения Криспин Сартуэлл в 1995 году предложил применение эстетических критериев к самой жизни. Юрико Сайто, исследователь эстетики окружения, специализирующаяся на японской эстетике, выступила за внимание к погоде как к предмету эстетики, и за возможность выносить эстетические суждения по отношению к артефактам повседневности, будь то даже некрасивый соседский двор, который вступает в конфликт с гармонией окружения. Полина Раутио выполнила качественный анализ при помощи интервью и переписки с женщинами по вопросу их опыта восприятия красоты вне художественного контекста — например, развешивания белья в Лапландии, где возможность сушки белья под солнцем редка. Общий смысл такого подхода заключается в традиционном понимании эстетики как теории искусства, и в то же время расширении этого подхода на обыденные объекты, окружение и саму жизнь. Например, Горацион-Перез Хенано интерпретирует литературу с точки зрения эстетики повседневности, указывая на то, как вымышленные персонажи проживают соответствующий опыт в их повседневной жизни..

## Спорт и еда как искусство
Со времен Ренессанса каждое произведение искусства работало над темами, достойными эстетического выражения, концептами художественной ценности — ставя перед собой новые вопросы, осмысливая новые техники стили живописи и ваяния, новые гармонии и консонансы в музыке, осваивая необычные жесты и привычки, разные жанры и критерии качества. Вместе с этим, инициативу по теоретическому приложению концепции искусства к лежащим абсолютно вне художественного поля видам деятельности, в рамках эстетики ежедневного проявили философы вроде Дэвида Беста, Вольфганга Уэлша и Льва Крефта, предложив воспринимать спорт как вид искусства. Эстетики феминизма также защищали включение в поле эстетики видов чувств помимо привычных зрения и слуха, которые также могут способствовать созданию эстетического опыта — например, вкус (Кэролин Корсмейер) и запах (Эмили Брэдли). Корсмейер, М. Квайнет и Гленн Кун выступали за включение еды в ряд эстетически значимых объектов.

## Категории обычного как эстетического
Ещё одно возможное направление по данной теме возникло из аналитической эстетики. Так, недавно Американское Эстетическое Общество обсуждало возможность расширения репертуара эстетических категорий — предлагалось включить в них качества вроде «милоты», «симпатичности», «неряшливости», «опрятности», «мимимишности» и так далее вместе с другими типами рутинного опыта вроде почесывания или вращения карандаша в руках.

## Дальнейшее чтение
Бурдьё, Пьер Distinction: A Social Critique of the Judgment of Taste (London: Routledge Kegan Paul 1984).
Сёрто, Мишель де The Practice of Everyday Life (Berkeley: University of California 1998).
Дики, Джордж «The Myth of the Aesthetic Attitude» Philip Alperson (ed). The Philosophy of the Visual Arts (New York/Oxford: Oxford University Press 1992).
Дюфренн, Мишель In the Presence of the Sensuous Roberts, Mark.S. Gallagher, Dennis. (eds). (New Jersey: Humanities Press International 1987).
Гофман, Ирвинг Interaction Rituals (New York: Doubleday 1967).
Колнай, Аурель On Disgust Korsmeyer, Carolyn and Barry Smith (eds). (Open Court Press, 2004).
Науккаринен, Осси Aesthetics of the Unavoidable; Aesthetic Variations in Human Appearance. (Lahti: International Institute of Applied Aesthetics 1998).
Паррет, Герман Le sublime du quotidien (Paris : Hadès 1988).
Верчеллони, Лука The Invention of Taste. A Cultural Account of Desire, Delight and Disgust in Fashion, Food and Art (London: Bloomsbury, 2016)